# Entyloma doebbeleri
Entyloma doebbeleri är en svampart som beskrevs av M. Piepenbr. 1995. Entyloma doebbeleri ingår i släktet Entyloma och familjen Entylomataceae.   Inga underarter finns listade i Catalogue of Life.